# Hinako Ashihara
Hinako Ashihara (jap. 芦原 妃名子, Ashihara Hinako; * 25. Januar 1974 in der Präfektur Hyōgo, Japan; † Januar 2024) war eine japanische Manga-Zeichnerin. Ihre Comics richten sich vorwiegend an jugendliche Mädchen, sind also der Shōjo-Gattung zuzuordnen.
1994 brachte sie mit der Kurzgeschichte Sono hanashi okotowari shimasu (その話おことわりします) im Manga-Magazin Betsucomi ihre erste Veröffentlichung heraus. Für dieses Magazin folgten weitere Kurzgeschichten, die zwischen 1995 und 1996 in der dreibändigen Sammlung Girls Lesson zusammengefasst wurden, sowie einige Serien, darunter der Ballett-Manga Tenshi no Kisu (天使のキス, 1997–1998).
Ihr größter Erfolg gelang ihr mit der Serie Sunadokei – Die Sanduhr (砂時計, Sunadokei) über ein Mädchen aus Tokio, das mit zwölf Jahren wegen der Scheidung ihrer Eltern mit ihrer Mutter aufs Land zieht. Der etwa 1800 Seiten umfassende Manga wurde von 2003 bis 2006 als Fortsetzungsgeschichte im Betsucomi veröffentlicht und anschließend in zehn Sammelbänden zusammengefasst, die sich mehr als 5,7 Millionen Mal verkauften. Der Comic wurde als Fernsehserie umgesetzt und brachte der Zeichnerin 2005 den Shōgakukan-Manga-Preis ein.
Werke von Ashihara wurden ins Deutsche, Englische, Chinesische, Koreanische, Italienische, Spanische und Französische übersetzt.
Ashihara wurde am 29. Januar 2024 in Nikkō tot aufgefunden. Die Polizei geht von einem Suizid aus. In den Tagen zuvor hatte Ashihara online Kritik an der Adaption ihrer Serie Sexy Tanaka-san durch Nippon TV geäußert, die der Vorlage nicht gerecht werde. Im Februar entschuldigte sich der Sender bei der Familie und startete eine Untersuchung. Im Juni 2024 wurde als Ergebnis der Untersuchung festgestellt, dass Ashiharas Bedingungen für die Adaption nicht an das Produktionsteam weitergeleitet wurden und Änderungen des Drehbuchs ohne deren Beachtung stattfanden. Man habe danach die internen Abläufe verändert, damit das nicht noch einmal vorkommen könne.